# Ashokasundari
Ashokasundari (sanskrt अशोकसुंदरी, Aśokasundarī; Ashoka Sundari; sundari = „lijepa djevojka”) hinduistička je božica mašte te kći boga Šive i njegove supruge Parvati. Spomenuta je u svetom tekstu zvanom Padma Purana (पद्म पुराण) te ju se najviše štuje u južnoj Indiji, u liku božice Bale Tripurasundari.

## Mitovi
Božica Parvati je zamolila svog muža da ju odvede u najljepši vrt na Zemlji te ju je on odveo u vrt zvan Nandanvana, gdje je Parvati ugledala drvo imenom Kalpavriksha, koje je moglo ispuniti bilo koju želju. Budući da se Parvati osjećala iznimno usamljeno jer su ju njezini sinovi, koji su već odrasli, napustili, poželjela je da dobije kćer kako bi bila manje usamljena te je tako rođena Ashokasundari, koja se kasnije udala za kralja Nahushu (नहुष). Njihov sin je kralj Yayati (ययाति), muž Devayani, kćeri božice Jayanti.